# Ganda (Angola)
Ganda è una municipalità dell'Angola appartenente alla provincia di Benguela. Ha 224.668 abitanti (stima del 2014) ed una superficie di 4.817 km².
Il principale comune è l'omonimo Ganda. Oltre al capoluogo fanno parte del municipio i comuni di Babaera, Chicuma, Ebanga e Kasseque.